# 雅各布·约尔丹斯

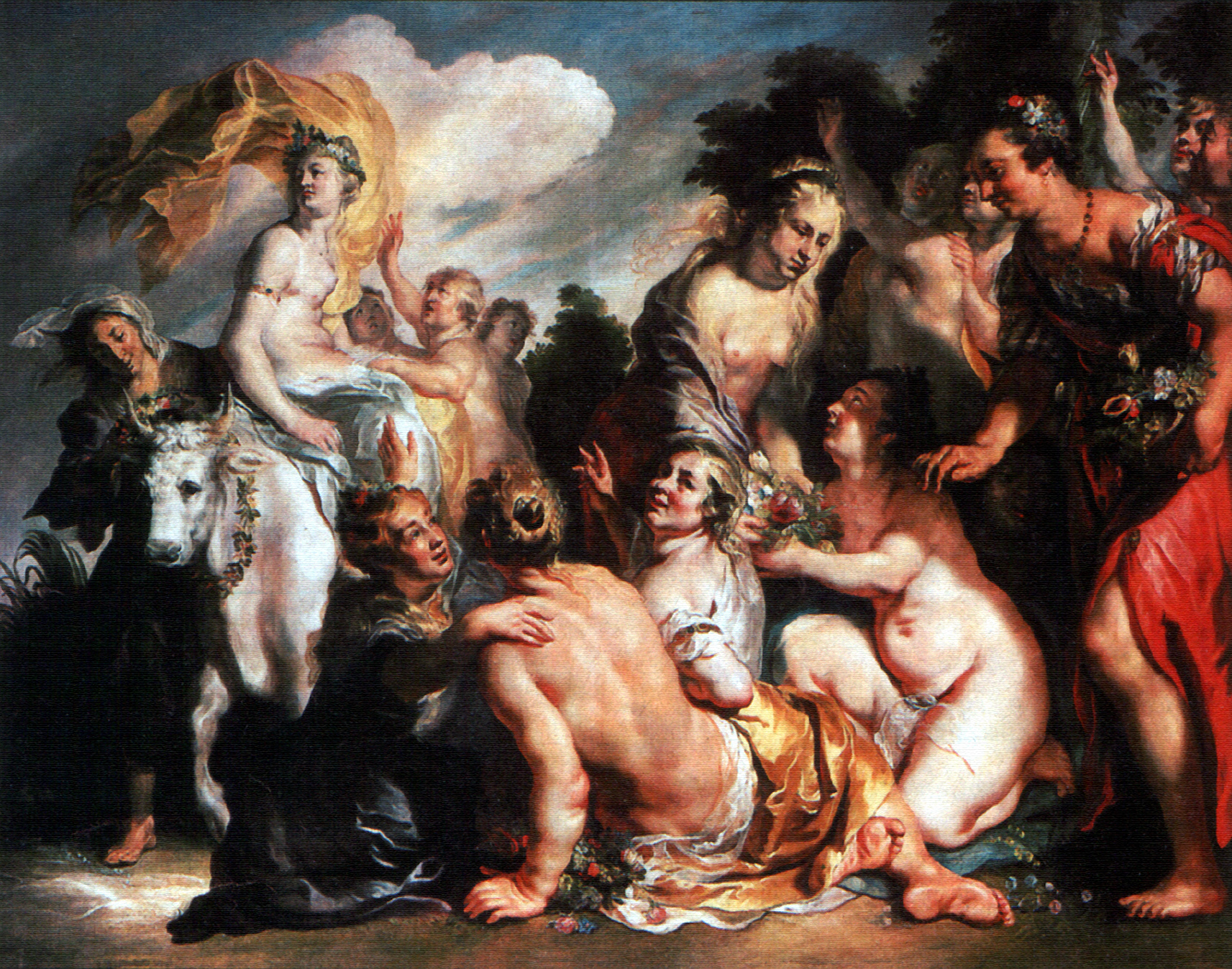
雅各布·约尔丹斯畫作《綁架歐羅巴》

雅各布·约尔丹斯（Jacob Jordaens，1593年5月19日—1678年10月18日），佛兰德三大巴洛克畫家之一，與彼得·保羅·魯本斯、安東尼·凡·戴克齊名。出生于安特卫普，一生致力于专业的宴会现场画和宗教画。 
他从1607年开始拜师于亞當·范諾特，並在1616年娶他的女儿。同年他被允许进入安特卫普畫会，作为用蛋黄彩画法和水彩的一位画师。他作品的风格受卡拉瓦喬的影响甚深，特别是对於光和阴影强大差别的使用。
他從1621年开始为魯本斯工作，1640年起成为魯本斯的主要同事。魯本斯死后，许多原本委托给魯本斯的重要作品都轉由他完成。